# Дремов, Виктор Васильевич
Виктор Васильевич Дремов (род. 13 мая 1947) — советский и российский военачальник, генерал-лейтенант (1998). Заместитель командующего и член Военного Совета Ракетных войск стратегического назначения Российской Федерации (2000—2001). Заслуженный военный специалист Российской Федерации (2002).

## Биография
Родился 13 мая 1947 года в посёлке Чаплино, Днепропетровской области.
С 1966 по 1971 год обучался на военной кафедре физико-технического факультета Днепропетровского государственного университета. С 1971 года направлен в Ракетные войска стратегического назначения СССР, где служил на различных командно-инженерных должностях, в том числе: офицера-оператора электроогневого отделения стартовой ракетной батареи, начальника отделения, командира стартовой батареи, начальника штаба и командира ракетного дивизиона в составе 44-й ракетной дивизии.
С 1981 по 1983 год проходил обучение на командном факультете Военной академии имени Ф. Э. Дзержинского, которую закончил с отличием. С 1983 года — начальник штаба и с 1983 по 1986 год — командир 779-го ракетного полка в составе 14-й ракетной дивизии, в состав полка входили девять установок РТ-2ПМ «Тополь». С 1986 по 1990 год — заместитель командира 8-й ракетной дивизии. С 1990 по 1994 год — командир 29-й гвардейской ракетной дивизии в составе 50-й ракетной армии, в составе частей дивизии находился ракетный комплекс РТ-2ПМ «Тополь».
С 1994 по 1997 год — начальник штаба и первый заместитель командующего 27-й гвардейской ракетной армии, в состав соединений армии входили ракетные комплексы УР-100Н УТТХ, РТ-2ПМ «Тополь» и РТ-2ПМ2 «Тополь-М». С 1997 по 2000 год — командующий 53-й ракетной армии, в составе соединений армии под руководством В. В. Дремова имелись подвижный грунтовый ракетный комплекс стратегического назначения с трёхступенчатой твердотопливной межконтинентальной баллистической ракетой «Тополь» и стратегические ракетные комплексы подвижного железнодорожного базирования «БЖРК».  В 2000 году окончил Высшие академические курсы при Военной академии Генерального штаба Вооружённых сил Российской Федерации. С 2000 по 2002 год — заместитель главнокомандующего (с 2001 года — командующего) и член Военного совета Ракетных войск стратегического назначения Российской Федерации.
С 2002 года в запасе. С 2002 года — заместитель генерального директора НПО «Рособщемаш», занимался строительством стратегических объектов для нужд Министерства обороны Российской Федерации.

## Награды
- Орден «За военные заслуги» (1996)
- Орден Красной Звезды (1986)
- Заслуженный военный специалист Российской Федерации (2002)[1][2][3]
- Золотая медаль имени академика В. Ф. Уткина (2012)[9]